# 沉默螺旋
沉默螺旋理論是政治學者伊莉莎白·諾艾爾-諾依曼提出的一種政治學和大眾傳播理論。它指出，個人對公眾輿論分佈的看法會影響該人表達自己意見的意願，進而影響他人的看法，並最終影響他人表達意見的意願。
主要論點是人們通過社會互動影響彼此表達意見的意願。
根據沉默螺旋理論，當個人注意到他們的個人意見在整個群體中被共享時，他們會更加自信和外向。
但是，如果個人注意到他們的觀點不受群體歡迎，他們將更傾向於保留並保持沉默。換句話說，從個体的角度來看，“不讓自己被孤立比（宣揚）自己的判斷更重要”，這意味著他對群體中其他人如何看待自身的看法，比其意見或观点被聽取的需求更重要。

## 前提假设
1. 社会将用孤立的方式来威胁那些与大多数人不一致的人，对孤立的恐惧不可抗拒。
2. 对孤立的恐惧导致个人在任何时候都会试图评估舆论气候。
3. 公众的行为会受到民意评估的影响。

第一个假设认为社会拥有一定的权力，会用孤立的方式威胁那些不和多数人保持一致的人。第二个假设提出，人们在不断地评估意见气候，个体会从两个来源获得关于民意的信息：个人观察和媒体。个人观察会使用一种称之为準统计官能的能力，若多數人發生错误的观察則称为多数无知。第三个假设是公众的行为受到他们对民意评估的影响。公众要么大胆说出自己的观点，要么保持沉默。

## 重要概念

### 準统计官能（quasi-statistical organ）
學者Noelle-Neumann在歷次的選舉研究中發現，人類有觀察環境中意見分配狀況的能力，稱為「準統計官能」。
当人长久处在媒体讯息之下，久而久之自然会具备一种準统计官能，也就是感知外在氛围的能力，能够察觉媒体所呈现的主流意见，并且这些意见会转化为个人对于社会主要价值的认知。不过前提是，阅听人必须处在长时间的媒体渗透，也就是媒体讯息的暴露下，且个体间缺乏有效沟通，才会影响到态度层次，进而改变行为。

### 多数的无知（pluralistic ignorance）
人们“把带有自己倾向的感知与媒体过滤过的感知混合为一个结论无形的整体感觉，他们觉得这个判断来自自己的思考和经验”。人们通常会高估自己估计意见的能力，这种对多数人意见的错误观察，就称为“多数的无知”。在沉默的螺旋中，多数的无知指的是，即使个人对于某种意见持不赞成的态度，如果大众传播对这种意见持赞成态度的话，个人会错误的以为这种赞成态度是大多数人的意见。

### 中坚分子（hard core）
“在沉默的螺旋旋转过程中无视孤立的威胁的人”，被称为中坚分子。他们是一群愿意为自己的公开言论付出代价的人，这些特立独行的人通常与主流意见有所衝突。Noelle-Neumann表示，当某个意见被多数人赞成，以至于成为常识的时候，中坚分子成为最愿意公开发表意见的人，可能会导致沉默的螺旋的倒转。

## 理論內涵
（一）從心理學的範疇來看，包括以下四點:
1. 引發人類社會行為的最強烈動力之一就是「不被孤立」。
2. 人類有觀察環境中意見分配狀況的能力，稱為「準統計官能」。
3. 因為害怕孤立，當人發現自己的意見與環境中強勢意見符合的話，就會有比較高的意願公開表達自己的意見；反之，則低。
4. 社會中強勢意見愈來愈強，弱勢意見愈來愈弱，這種動力運作的過程成一螺旋狀。

（二）從大眾傳播學觀點來看，包括以下四點:
1. 人們通常會以為大眾傳播媒介上呈現的意見就代表了多數人的想法。
2. 媒介在報導議題時，對不同的論點會做不同的強調，使得自覺中在媒介中發現自己論點的人較易找到自己的位置，也較樂意在公開場合發現自己的論點。
3. 大眾媒體在上述過程所能產生的力量相當大，如果媒介內容的同質性大時，會造成強大的宣傳效果。
4. 傳播者，在民意形成的過程中扮演了舉足重輕的角色。

（三）從社會學的範疇來看，包括以下兩點:
1. 民意控制的過程，逾矩的行為會受到處罰，恰如其份的行為會受到獎賞，這樣才能使得社會達到整合的目的。
2. 即使是政府也必須屈服於民意之下。

## 争议和批评
批评主要集中该理论的原理和概念上。
查尔斯·萨蒙和F·杰拉德·克兰认为，沉默的螺旋理论没有提到事件与个人的相关性，有时人们之所以愿意说出自己的意见，是因为他们与这个话题有直接关系。
卡罗尔·格林和杰克·麦克劳德提出该理论还存在两点不足。第一，他们认为害怕孤立并不会成为人们表达自己意见的动机。諾爾-紐曼並未从经验上证明她的前提假设，即害怕孤立会促使人们发言。第二，他们认为诺尔-诺依曼並未意识到人们所在的社群和参照群体对其意见的影响，过于强调媒体的作用。
沉默螺旋理论是在研究1985年联邦德国的媒体的基础上提出的，是否适用其他媒体值得怀疑。
「沉默的螺旋理論」自提出以來，由於理論涵蓋面積廣，變相複雜但是影響因素難以窮盡，以此要在實證研究中獲得全面性的證實相當困難，因而受到不少的批評，以下:
1. 參考團體的重要性:參考團體在個人「害怕孤立」及觀察環境的過程中所可能扮演的角色，在理論中被忽略了。
2. 過分強調「害怕孤立」此一社會心理因素，而忽略了其他導致社會行動的動力因素。
3. 個人的人格必須考慮。害怕孤立對對不同人格應有不同程度的影響。
4. 還有其他的理論，例如「多數的無知論」，即人會透過自己的意見來看周遭人的意見，因而錯估了環境中意見分配的狀況。